# 新川停留場
新川停留場（しんかわていりゅうじょう）は、愛知県豊橋市駅前大通3丁目にある豊橋鉄道東田本線の停留場（電停）である。停留場番号は3。

## 歴史
- 1925年（大正14年）7月14日：神明駅として開業。東田本線と柳生橋支線の分岐点であった。
- この間（時期不明）：新川停留場に改称。
- 1976年（昭和51年）3月7日：柳生橋支線廃止。支線側の安全地帯は撤去。

## 停留場構造
相対式の上屋付き安全地帯2面2線を持つ。併用軌道上にあり、上下線のホームが向かい合っている。停留所西側（駅前寄り）に片渡り線がある。これは主に、毎年10月の豊橋まつり開催時に、臨時電車折り返しのために使われる。

## 停留場周辺
- 日本郵便豊橋郵便局
- 三菱UFJ銀行豊橋支店
- あいち銀行豊橋支店・豊橋南支店
- 清水銀行豊橋支店
- 名古屋銀行豊橋支店
- 豊橋信用金庫中央支店
- 豊橋閣日進禅寺
- 龍拈寺
- 西光寺
- 吉田天神社
- 広小路
- 田原街道（豊橋市）
- 駅前大通り（豊橋市）
- アゼリア通り（豊橋市）
- 大池通り（豊橋市）
- 広小路通り（豊橋市）

## バス路線
豊鉄バスの「新川」バス停が、当停留所の南側（国道259号沿い）と東側に設置されている。なお、バス乗り場は路線によって異なる。
北山方面(南側)
- 豊橋技科大線
- 三本木線

台町・舟原方面(東側)
- 飯村岩崎線
- 牛川金田線
- 岩田団地線、岩田団地豊橋市民病院線
- 西口線、西口豊橋市民病院線
- 天伯団地線
- 豊橋和田辻線、和田辻豊橋市民病院線
- 二川線

## 隣の停留場
豊橋鉄道
■東田本線
駅前大通停留場 (2) - 新川停留場 (3) - 札木停留場 (4)